# Desmos elegans
Desmos elegans är en kirimojaväxtart som först beskrevs av George Henry Kendrick Thwaites och som fick sitt nu gällande namn av William Edwin Safford.
Desmos elegans ingår i släktet Desmos och familjen kirimojaväxter. Inga underarter finns listade i Catalogue of Life.